# 주 강왕
주 강왕(周 康王, 기원전 1040년~ 기원전 996년)은 주나라의 제3대 왕이다. 성은 희(姬), 이름은 쇠(釗)이다. 주 성왕의 아들이다. 주 강왕과, 그의 아버지 주 성왕이 통치하는 40여년 동안, 사회 안정, 백성의 화목을 이루어내 성강의 치로 불린다.
하상주 단대공정은 주 강왕의 재위시기를 기원전 1020년에서 기원전 996년으로 잡고 있는데, 이 관점의 정확성은 고증이 되지 않았다. 태평어람은 《제왕세기》와 《통감외기》를 인용하여 주 강왕이 26년간 재위하였다고 기록되어있다.

## 생애

### 왕위를 계승하다
주 성왕이 죽기 전에 태자 쇠가 국사를 감당하지 못할 것을 염려하여 소공 석 · 필공고를 시켜 제후를 보좌하고 태자를 즉위시켰다. 주 성왕이 죽자 소공 석, 필공고가 제후들을 거느리고 태자 쇠를 데리고 선왕의 종묘에 가서 주 문왕, 무왕이 기업을 일궈낸 어려움으로 태자에게 거듭 깨우쳐 검소함과 탐욕을 끊고 나라를 다스리는 데에 전념하게 했다. 태자 쇠는 즉위하여 주 강왕이 되었다.

### 통치 기간
강왕은 즉위 후, 《강왕지고》를 만들어 천하의 제후들에게 주 문왕과 무왕의 공적을 선양하였다. 주 강왕은 또 필공고에게 명해, 신하가 열심히 일하도록 독려하는 책을 쓰고, 수도 호경(胡京, 지금의 산시성 시안시 창안구 두문가도 이북)의 경계를 정해 민중이 서로 다른마을에 머물 수 있도록 했다. 주 강왕은 한극궁 (지금의 산시성 후센 동쪽)에서 '한극궁의 조(酆宫之朝)'라는 제후대회를 열기도 했다. 한궁지조는 제후조회와 하계시의 균태지향, 상탕시의 경박지명, 주 무왕 때의 맹진의서, 주 성왕 때의 기양지수, 주 목왕 때의 도산지회, 제 환공 때의 소릉회맹, 진 문공 때의 천토지맹으로 알려져 있다. 주 강왕은 재위기간 동안 검소함을 주장하여 진후섭이 화려한 궁궐을 건설하자 사자를 보내 진후 섭의 포장낭비를 꾸짖었다.주강왕은 또 당숙 우의 소자인 공명우자(公明于賈, 지금의 산시성 샹펀현 시자향)에 봉해 가국을 세웠다.
강왕 12년 6월, 주 강왕은 직접 호경에서 풍경 (지금의 산시성 시안시 서남, 풍하 서쪽)까지 걸어서 선조에게 제사를 지냈고, 길을 따라 필공고가 군대를 이끌고 호위했다. 주 강왕은 제사를 지낼 때 필명(毕命)을 지어 필공고에게 상나라의 유민을 잘 교화하라고 독촉했다. 주 강왕은 명산대천을 유람하고 성을 쌓는 것도 즐겼다. 여산에는 강왕골이 있고, 산꼭대기에는 쇠성이라는 성이 있는데, 이는 바로 주 강왕이 이곳을 여행한 것을 기념하여 붙여진 이름이다. 누현 동남리 90리 해중에 금산성 (지금의 상하이시 진산구 경내)이 있는데, 주 강왕이 건설 명령을 내렸다.

### 동이를 평정하다
동이(東夷)는 상(商) · 주(周) 시기 중원 주민들의 황하 유역 하류 주민을 총칭하는 말이다. 주 성왕, 강왕 때 동이는 여러 차례 대규모 반란을 일으켰다. 주 강왕은 재위 기간 중 위강백에 명하여 은팔사단을 이끌고, 염공은 사씨를 거느리고, 유사와 수행소국군, 그리고 태보는 공석을 불러 여러 군대를 거느리고 출격하여 동이의 반란을 평정하였다. 이 전투로 동이는 기력이 크게 떨어져 더 이상 대규모 반란을 일으킬 능력이 없었다. 이 밖에도 위강백에게 북정하여 경양 (지금의 산시성 경양현)부근까지 이르렀다.

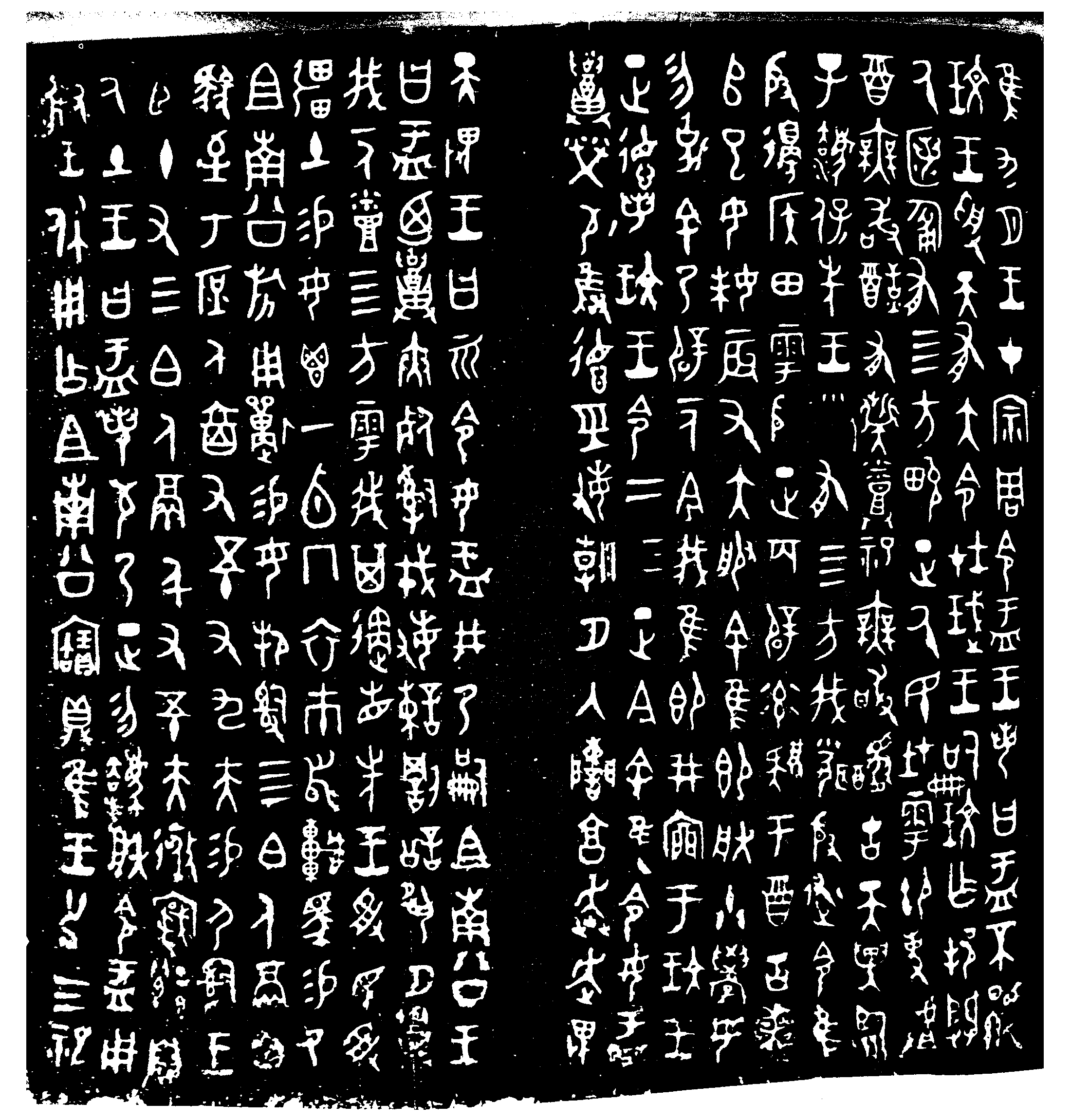
대우정 명문 탁편. 대우정은 주 강왕 때의 청동기로, 현재 중국 국립박물관에 소장되어있다

### 귀방을 정벌하다
귀방(鬼方)은 상(商) · 주(周) 시기 중국 서부에서 유목 · 수렵이 주를 이루던 부족이다. 주 강왕은 재위 중 귀방의 폐해를 없애기 위해 재위 기간 25년 중, 2차례에 걸쳐 대신 우솔군을 명하여 귀방을 정벌하였다. 주군은 5039명을 사살하고, 4명의 수령과 1만 3천여명의 포로를 잡고, 전차와 전마, 소와 양을 대거 노획했다. 전후 주 강왕은 태묘에서 포로 헌신과 함께 신하들에게 우궁화(宇宮火), 패주(覇舟) 등의 선물을 하사했다.

### 초군을 홀대하다
강왕때 여상의 아들 제 정공, 위 강숙의 아들 위강백, 당숙 수의 아들 진후 섭, 주공 단의 아들 노공 백금이 주 강왕을 함께 모셨는데, 모두 주 강왕으로부터 보물지기를 받은 반면, 주 강왕을 함께 모셨던 초군 웅역은 받지 못했다. 앞선 530년 초 영왕은 이 일을 언급했을 때 여전히 분개했다. 주 강왕은 초나라 궁웅역을 태만히 한 끝에 초나라가 소왕 때 반란을 일으킨 화근을 남겼다.

### 사망
강왕의 57살의 나이로 죽자, 그의 아들 주 소왕이 즉위하였다. 주 소왕 통치 기간 동안 서주의 국력은 쇠락의 길로 접어들었다.

## 평가
주 강왕과 그의 아버지 주 성왕이 통치하는 동안, 백성들의 생활이 화목하고 천하가 태평하며 덕을 노래하는 소리가 여기저기서 일어나 "40여년간 오류를 범하지 않았다"라고 하여 성강의 치라고 일컬어진다.
| 전 임 아버지 성왕 송 | 제3대 주나라의 왕 | 후 임 아들 소왕 하 |